# Електродний потенціал
Електродний потенціал — різниця електричних потенціалів між електродом та електролітом, в контакті з яким він знаходиться (найчастіше між металом і розчином електроліту).

## Загальний опис
Якщо пластинку будь-якого металу, наприклад, цинку, занурити у воду, то поверхневі катіони цинку з кристалічної решітки під дією полярних молекул води гідратуються, їх зв'язок із решіткою послаблюється і деяка кількість, відриваючись від металу, перейде у воду, а на металі залишиться еквівалентна кількість електронів:
Zn = Zn2+ + 2e-
Між катіонами металу, що перейшли у воду, і негативно зарядженою пластинкою виникає електростатичне притягання, яке зумовлює зворотний процес — перехід іонів металу на пластинку. Таким чином в системі встановлюється хімічна рівновага й формується подвійний електричний шар, виникає стрибок потенціалу. Чим міцніша кристалічна решітка металу, тим важче іону металу перейти у розчин. Чим більша величина теплоти гідратації, тим легше іонам перейти у розчин. Отже, при зіткненні металу з водою його поверхневі йони перебувають під дією двох конкуруючих сил.
Якщо рідина — вода, то для всіх металів в якісному відношенні картина буде однозначною: метал заряджається негативно, шар рідини, що прилягає до нього, позитивно. Інша картина спостерігається у випадку, якщо металеву пластинку занурити в розчин солі цього металу. Якщо метал неактивний, то буде переважати процес осадження іонів з розчину, і пластинка такого металу набуває позитивного заряду.
Отже, при зануренні металевої пластинки у розчин власної солі на місці стикання металу з розчином виникає стрибок потенціалу, величина і знак якого залежать від хімічної природи металу та від активності {\displaystyle a({\text{Me}}^{n+})} його іонів у розчині.

## Визначення електродного потенціалу
Різниця потенціалів E (стрибок потенціалу), що виникає на межі поділу електрод — розчин, називається електродним потенціалом. Величину електродного потенціалу можна розрахувати за рівнянням Нернста. У випадку металевого електроду в розчині власної солі воно для напівреакції відновлення запишеться як:
{\displaystyle E=E_{0}+{\frac {RT}{nF}}\ln \,a({\text{Me}}^{n+})}
тут E0 — стала, що характеризує метал (стандартний електродний потенціал металу), R — універсальна газова стала, F — стала Фарадея.
Підставивши значення сталих і стандартної температури Т=298 К, отримуємо:
{\displaystyle E=E_{0}+{\frac {0,059}{n}}\lg \,a({\text{Me}}^{n+})}
На нинішній час наука не має у своєму розпорядженні методів, які дозволяють вимірювати абсолютне значення електродних потенціалів (його в окремих випадках можна оцінити теоретично), можна виміряти тільки різницю потенціалів. Для цього потрібно якийсь потенціал умовно прийняти за нуль. Таким обрано потенціал нормального (стандартного) водневого електрода. Нормальний водневий електрод — це платинова пластинка, вкрита платиновою черню, занурена в розчин кислоти, активність іонів Н+ у якому дорівнює 1 моль/л; через електрод пропускають ретельно очищений водень під тиском 101325 Па (1 атм.) при 25 °C. Поверхня платини покривається шаром газоподібного водню. На межі газоподібний водень — катіони гідрогену в розчині відбувається така реакція: H2 = 2H+.

## Потенціометричні вимірювання
Конструкція водневого електроду є досить складною й незручною у практичному використанні. Потенціали багатьох поширених електродів уже виміряно, тому часто замість водневого використовують інший електрод, наприклад, каломельний. Для вимірювання електродних потенціалів збирають гальванічний елемент — це комірка, в якій можливі взаємоперетворення енергії хімічної реакції та електричної енергії. 
Комірка складається з двох електродів, занурених у спільний розчин електроліту. Електрод, потенціал якого визначають, називають електродом визначення. Інший електрод з відомим значенням електродного потенціалу називають електродом порівняння. ЕРС гальванічного елемента дорівнює максимальній різниці електродних потенціалів. При розрахунках ЕРС від потенціалу позитивного електроду віднімають потенціал негативного, оскільки ЕРС за домовленістю вважають величиною позитивною.
Система в гальванічному елементі знаходиться в будь-який момент часу в рівноважному стані лише за умови, що процеси в ній перебігають квазістаціонарно чи то оборотно. Зі збільшенням сили струму умови все далі відхилятимуться від оборотних, зокрема, посилюватиметься перенапруга. Величина електродного потенціалу в нерівноважному стані уже не описується рівнянням Нернста. Тепер вона залежить як від природи і складу речовин — учасників електродного процесу, так і від кінетичних закономірностей електродних реакцій на границі розділу цих речовин, а також від швидкості дифузії іонів в розчині електроліту.

## Інші типи електродного потенціалу
- Формальний електродний потенціал — обчислюваний аналог стандартного електродного потенціалу, в рівнянні Нернста для якого і оксидована, і відновлювана речовини наводяться в одиницях концентрації, а не одиницях активності.[1] Він визначений не так добре, як звичайний, але може бути використаний, коли активність невідома. Наразі це поняття є застарілим і не використовується на практиці.

- Абсолютний електродний потенціал — це електродний потенціал металу, визначений відносно універсальної системи порівняння, тобто без жодної іншої додаткової поверхні поділу фаз метал/розчин.[1] Він пов'язаний із процесом переносу електрона із глибини металу до глибини розчину електроліту і не може бути виміряний експериментально.